# اينيس (تكساس)
اينيس (بالإنجليزية: Ennis)‏ هي مدينة أمريكية تقع في ولاية تكساس.تبلغ مساحة هذه المدينة 47.7 (كم²)،ويبلغ عدد سكانها 18513 نسمة حسب إحصاء سنة 2010 م. تشير إحصاءات سنة 2000م بأن الكثافة السكانية في هذه المدينة تقدر بـ(344.3) نسمة/كم2.

## التركيبة السكانية
حدّد مكتب تعداد الولايات المتحدة بيانات التركيبة السكانية لاينيس في تعداد الولايات المتحدة. في ما يلي، التركيبة السكانية حسب تعدادي 2000 و2010.

### تعداد عام 2000
بلغ عدد سكان اينيس 16,045 نسمة بحسب تعداد عام 2000، وبلغ عدد الأسر 5,335 أسرة وعدد العائلات 3,950 عائلة مقيمة في المدينة. في حين سجلت الكثافة السكانية 187.4 نسمة لكل كيلومتر مربع (485.4/ميل2). وبلغ عدد الوحدات السكنية 5,618 وحدة بمتوسط كثافة قدره 65.6 لكل كيلومتر مربع (169.9/ميل2).
وتوزع التركيب العرقي للمدينة بنسبة 66.57% من البيض و14.71% من الأمريكيين الأفارقة و0.47% من الأمريكيين الأصليين و0.29% من الأمريكيين ذوي الأصول الآسيوية و0.01% من سكان جزر المحيط الهادئ و15.93% من الأعراق الأخرى و2.03% من عرقين مختلطين أو أكثر و33.19% من الهسبانيون أو اللاتينيون من أي عرق.
بلغ عدد الأسر 5,335 أسرة كانت نسبة 43.8% منها لديها أطفال تحت سن الثامنة عشر تعيش معهم، وبلغت نسبة الأزواج القاطنين مع بعضهم البعض 54.4% من أصل المجموع الكلي للأسر، ونسبة 14.5% من الأسر كان لديها معيلات من الإناث دون وجود شريك، بينما كانت نسبة 5.2% من الأسر لديها معيلون من الذكور دون وجود شريكة وكانت نسبة 26% من غير العائلات. تألفت نسبة 22.8% من أصل جميع الأسر من عدة أفراد يعيشون في نفس المنزل ونسبة 10.1% كانت تتألف من شخص يعيش بمفرده يبلغ من العمر 65 عاماً أو أكثر. وبلغ متوسط حجم الأسرة المعيشية 2.95، أما متوسط حجم العائلات فبلغ 3.45.
بلغ العمر الوسطي للسكان 31.4 عاماً. وكانت نسبة 30.4% من القاطنين تحت سن الثامنة عشر، وكانت نسبة 10.6% بين الثامنة عشر والرابعة والعشرين عاماً، ونسبة 27.6% كانت واقعةً في الفئة العمرية ما بين الخامسة والعشرين والرابعة والأربعين عاماً، ونسبة 18.4% كانت ما بين الخامسة والأربعين والرابعة والستين، ونسبة 11% كانت ضمن فئة الخامسة والستين عاماً فما فوق. يوجد لكل 100 أنثى 97.2 ذكر، ويوجد لكل 100 أنثى في الثامنة عشر من عمرها فما فوق 93.4 ذكر.
بلغ متوسط دخل الأسرة في المدينة 38,923 دولارًا، أما متوسط دخل العائلة فبلغ 44,608 دولارًا. وكان متوسط دخل الذكور 28,585 دولارًا مقابل 22,855 دولارًا للإناث. وسجل دخل الفرد الخاص بالمدينة 15,677 دولارًا. وكانت نسبة 10.4% من العائلات ونسبة 13% من السكان تحت خط الفقر، وكان من هؤلاء نسبة 17.4% تحت سن الثامنة عشر ونسبة 15.7% في الخامسة والستين من العمر وما فوق.

### تعداد عام 2010
بلغ عدد سكان اينيس 18,513 نسمة بحسب تعداد عام 2010، وبلغ عدد الأسر 6,191 أسرة وعدد العائلات 4,573 عائلة مقيمة في المدينة. في حين سجلت الكثافة السكانية 216.2 نسمة لكل كيلومتر مربع (560.0/ميل2). وبلغ عدد الوحدات السكنية 6,641 وحدة بمتوسط كثافة قدره 77.6 لكل كيلومتر مربع (201.0/ميل2).
وتوزع التركيب العرقي للمدينة بنسبة 64.51% من البيض و14.07% من الأمريكيين الأفارقة و0.70% من الأمريكيين الأصليين و0.53% من الأمريكيين ذوي الأصول الآسيوية و0.17% من سكان جزر المحيط الهادئ و17.66% من الأعراق الأخرى و2.36% من عرقين مختلطين أو أكثر و40.27% من الهسبانيون أو اللاتينيون من أي عرق.
بلغ عدد الأسر 6,191 أسرة كانت نسبة 43.5% منها لديها أطفال تحت سن الثامنة عشر تعيش معهم، وبلغت نسبة الأزواج القاطنين مع بعضهم البعض 50.3% من أصل المجموع الكلي للأسر، ونسبة 17.5% من الأسر كان لديها معيلات من الإناث دون وجود شريك، بينما كانت نسبة 6% من الأسر لديها معيلون من الذكور دون وجود شريكة وكانت نسبة 26.1% من غير العائلات. تألفت نسبة 22.2% من أصل جميع الأسر من عدة أفراد يعيشون في نفس المنزل ونسبة 9.4% كانت تتألف من شخص يعيش بمفرده يبلغ من العمر 65 عاماً أو أكثر. وبلغ متوسط حجم الأسرة المعيشية 2.95، أما متوسط حجم العائلات فبلغ 3.46.
بلغ العمر الوسطي للسكان 31.6 عاماً. وكانت نسبة 30% من القاطنين تحت سن الثامنة عشر، وكانت نسبة 10.4% بين الثامنة عشر والرابعة والعشرين عاماً، ونسبة 26.5% كانت واقعةً في الفئة العمرية ما بين الخامسة والعشرين والرابعة والأربعين عاماً، ونسبة 21.3% كانت ما بين الخامسة والأربعين والرابعة والستين، ونسبة 11.8% كانت ضمن فئة الخامسة والستين عاماً فما فوق. وتوزع التركيب الجنسي للسكان بنسبة 48.6% ذكور و51.4% إناث.

## أعلام
- ألفرد إتش بينيت
- فنسنت مارشال
- تشارلز هدسون
- ستيف كولينز
- بوب بانير